# Egils Levits
Eglis Letits (født 30. juni 1955 i Riga) er Letlands præsident.
1. ↑  Navnet er anført på engelsk og stammer fra Wikidata hvor navnet endnu ikke findes på dansk.